# 湖南省文物考古研究所
湖南省文物考古研究所是中華人民共和國湖南省長沙市的一個考古機構，隸屬於湖南省文化和旅游厅，前身是湖南省文管会、湖南省博物馆考古部，成立於1986年6月（一說為1985年10月）。2022年4月，湖南省文物考古研究所和湖南省文物保护利用中心合并，更名为湖南省文物考古研究院（湖南省文物保护利用中心）。隶属湖南省文化和旅游厅的正处级科研事业单位，是湖南省唯一一家同时具备国家文物局颁发的考古发掘团体领队资质、文物保护工程勘察设计甲级资质、可移动文物保护甲级资质的单位。作为省级文物保护和科学研究机构，主要承担全省范围内的考古调查勘探、发掘、研究以及文物保护工程勘察设计等工作。 

## 外部連結
- 官方网站